# アンジェリカ・シドロワ

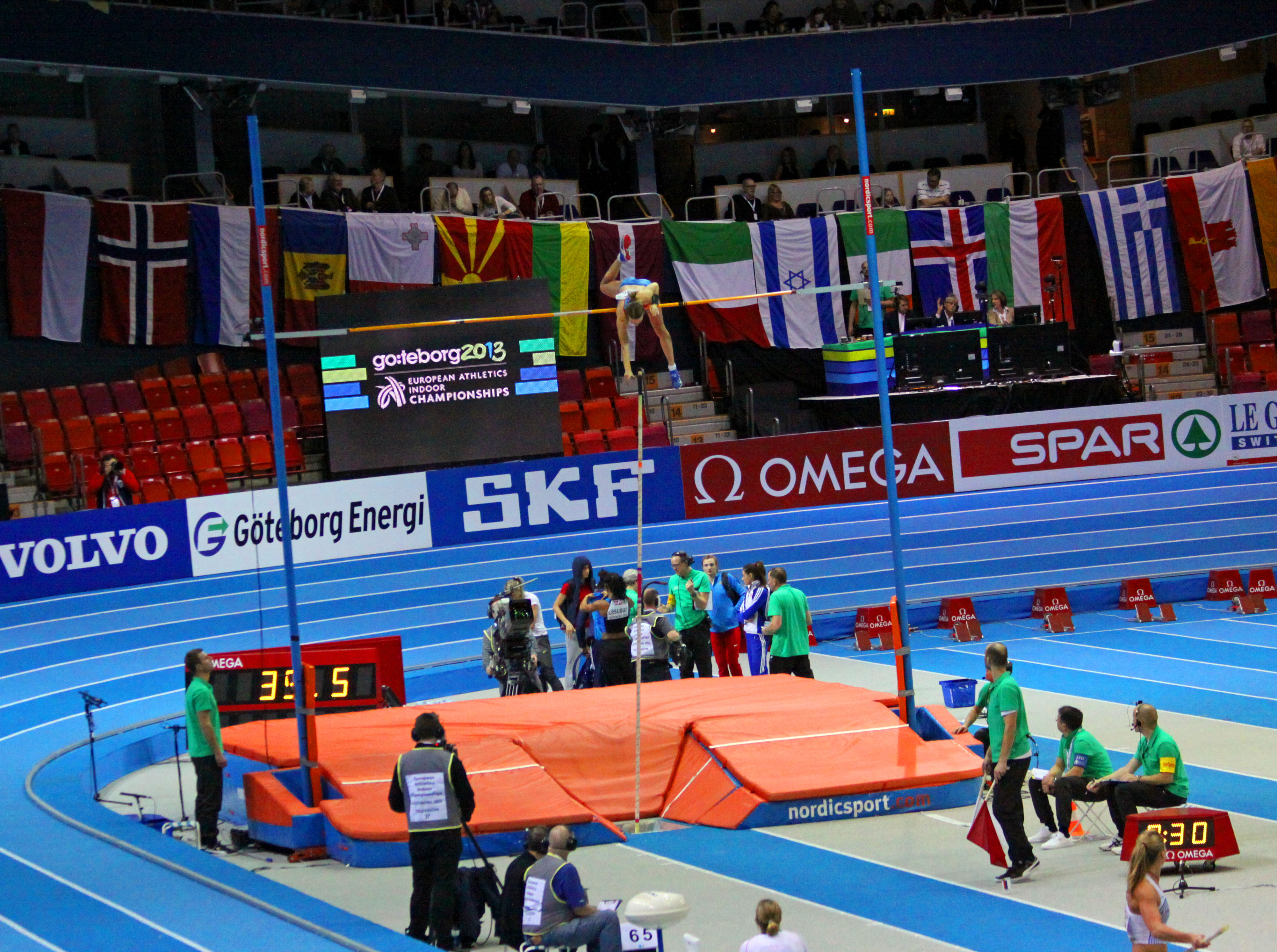
2013年ヨーロッパ室内選手権にて

アンジェリカ・アレクサンドロヴナ・シドロワ（Анжелика Александровна Сидорова、ラテン文字転写：Anzhelika Aleksandrovna Sidorova、1991年6月28日 - ）は、ロシアの陸上競技選手。棒高跳を専門とする。2014年に世界室内選手権で銀メダル、ヨーロッパ選手権で金メダルを獲得した。
2015年にヨーロッパ室内選手権において室内自己ベストとなる4m80をクリアし金メダルを獲得した。

## 主な成績
| 年         | 大会                 | 会場                     | 結果       | 補足       |            |
| ロシア代表 | ロシア代表           | ロシア代表               | ロシア代表 | ロシア代表 | ロシア代表 |
| ---------- | -------------------- | ------------------------ | ---------- | ---------- | ---------- |
| 2010       | 世界ジュニア選手権   | カナダモンクトン         | 4位        | 4m05       |            |
| 2013       | ヨーロッパ室内選手権 | スウェーデンイェーテボリ | 3位        | 4m62       |            |
| 2013       | ヨーロッパU23選手権  | フィンランドタンペレ     | 2位        | 4m60       |            |
| 2014       | 世界室内選手権       | ポーランドソポト         | 2位        | 4m70       |            |
| 2014       | ヨーロッパ選手権     | スイスチューリッヒ       | 1位        | 4m65       |            |
| 2015       | ヨーロッパ室内選手権 | チェコプラハ             | 1位        | 4m80       |            |